# モチーフ (生物学)
生物学におけるモチーフ（仏: motif）とは、規則正しく繰り返される幾何学的な装飾模様の単位、またはその組み合わせである。
モチーフ（仏: motif）とは、動機、理由、主題を意味するフランス語の音訳であり、生地のモチーフという意味から模様という意味がうまれ、生物学的な模様構造の意味でも用いられている。繰り返し単位、または、特徴が共通して見られる単位であり、配列であったりする。

## 構造生物学におけるモチーフ
タンパク質の構造モチーフは、二次構造の規則的な幾何学的空間配置（超二次構造）であったり、
機能的、構造的にひとまとまりであるドメインであったりする。
- グリークキー
- βαβモチーフ
- ヘリックスターンヘリックス
- ヘリックスループヘリックス（→EFハンド）
- ジンクフィンガー
- ロイシンジッパー
- βヘアピン、折り返しβ構造
- α構造、β構造、α/β構造、オープンα/β構造（～ドメイン構造という言い方もある）
- βバレル構造、TIMバレル
- アップ・ダウン・バレル（アップ・ダウン・βシート）
- ゼリーロール・バレル（またはモチーフ）（スイスロールとも）
- スーパー・バレル
- （モノ）ヌクレオチド結合モチーフ（ロスマンフォールド）
- グロビンフォールド